# Specklinia llamachoi
Specklinia llamachoi är en orkidéart som först beskrevs av Carlyle August Luer, och fick sitt nu gällande namn av Carlyle August Luer. Specklinia llamachoi ingår i släktet Specklinia och familjen orkidéer. Inga underarter finns listade i Catalogue of Life.